# Panulirus interruptus
Espèce
Statut de conservation UICN

 LC  : Préoccupation mineure
Panulirus interruptus est une espèce de langoustes.